# Schmelzbach (Sauer)
Der Schmelzbach ist ein acht Kilometer langer linker Zufluss der Sauer im Département Bas-Rhin in der Region Grand Est.

## Geographie

### Quellbäche
Fuchsbaechel
Der Fuchsbaechel ist der rechte Quellbach des Schmelzbaches. Er wird manchmal auch nur als  Oberlauf des Schmelzbaches betrachtet. Er entspringt der alten Heil- und Wunderquelle Fontaine de Climbronn in den Nordvogesen südlich vom Bergdorf Climbach auf einer Höhe von etwa 370 m. Er läuft zunächst in Richtung Nordwesten am Südwestrand des Dorfes entlang, schlägt dann eine große Schleife und fließt nun südwärts durch ein bewaldetes Tal. Bei Jungwald wendet er sich nach Westen und vereinigt sich etwas später mit dem aus dem Süden kommenden Hunsenbach.
Hunsenbach
Der Hunsenbach ist der linke Quellbach des Schmelzbaches. Er wird manchmal auch nur als ein Zufluss des Schmelzbaches angesehen. Er entspringt in der Forêt domaniale de Pfaffenbronn nördlich der Refuge du Soultzerkopf vom Club Vosgien. Er läuft in Richtung Norden westlich an Pfaffenbronn vorbei und fließt dann mit dem aus dem Osten kommenden Fuchsbaechel zusammen.

### Verlauf
Der Schmelzbach entsteht aus dem Zusammenfluss von Fuchsbaechel und Hunsenbach auf einer Höhe von 225 m südwestlich vom Weiler Ziegelhutte. Nach dem Zusammenfluss bildet der Schmelzbach einen kleinen Weiher. Er fließt nun in Richtung West-Südwest südlich am Lembacher Musée de la Ligne Maginot vorbei und mündet schließlich südlich der Lembacher Siedlung Eichholz auf einer Höhe von ungefähr 179 m von links in die Sauer.
Auf der andern Seite, etwas weiter südlich, fließt der Markbach in die Sauer.